# Кучьюк, Симьон
Симьон Кучьюк (рум. Simion Cuciuc; 4 июля 1941) — румынский гребец-байдарочник, выступал за сборную Румынии в середине 1960-х годов. Бронзовый призёр летних Олимпийских игр в Токио, победитель регат национального и международного значения.

## Биография
Симьон Кучьюк родился 4 июля 1941 года.
Первого серьёзного успеха на взрослом международном уровне добился в 1964 году, когда попал в основной состав румынской национальной сборной и благодаря череде удачных выступлений удостоился права защищать честь страны на летних Олимпийских играх в Токио. В составе четырёхместного экипажа, куда вошли также гребцы Атанасие Счотник, Аурел Вернеску и Михай Цуркаш, завоевал на дистанции 1000 метров бронзовую медаль — в решающем заезде их обошли экипажи из СССР и Германии.
Несмотря на успех на Олимпийских играх, в дальнейшем Симьон Кучьюк не добился сколько-нибудь значимых достижений и вскоре принял решение завершить карьеру профессионального спортсмена, уступив место в сборной молодым румынским гребцам.